# The Drifters

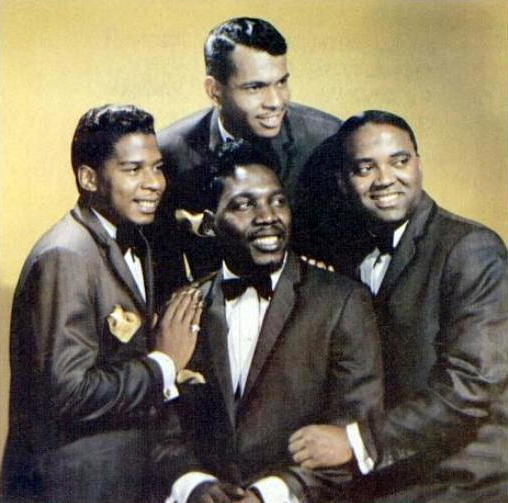
A banda em 1964

The Drifters é uma banda de doo-wop, R&B e soul estadunidense. Formada originalmente como grupo de apoio para Clyde McPhatter, anteriormente integrante da Billy Ward e his Dominoes, em 1953.
As três eras de ouro dos Drifters foram o início dos anos 1950, 1960 e início dos anos 1970. Destes, a primeira versão, formada por Clyde McPhatter, foi introduzida no Vocal Group Hall of Fame como "The Drifters". A segunda, com Ben E. King, foi introduzida separadamente no Vocal Group Hall of Fame como "Ben E. King and the Drifters". Em sua introdução, o Rock and Roll Hall of Fame selecionou quatro membros da primeira formação, dois da segunda e um da terceira. Houve outras também, mas o grupo teve menos sucesso do que nestes períodos.